# Patrick Schönfeld
Patrick Schönfeld (* 21. Juni 1989 in Nürnberg) ist ein ehemaliger deutscher Fußballspieler, der zuletzt beim SV Wehen Wiesbaden unter Vertrag stand.

## Karriere
Patrick Schönfeld begann das Fußballspielen beim 1. SC Feucht und beim 1. FC Nürnberg und beendete schließlich seine Jugendausbildung beim SK Lauf. In seinem ersten Jahr im Seniorenbereich spielte er für den SK Lauf in der Bezirksoberliga und wechselte nach einem Jahr in die Bayernliga zum FSV Erlangen-Bruck. Dort behauptete er sich auf Anhieb als Stammspieler, sodass auch Profivereine auf ihn aufmerksam wurden.
Mit 20 Jahren wurde er von Rot-Weiß Oberhausen unter Vertrag genommen. Gleich in seinem ersten Jahr in der 2. Liga kam er zu zahlreichen Einsätzen, wobei er zumeist in der Schlussphase eingewechselt wurde und nur einmal in der Startaufstellung stand. Ein Torerfolg blieb ihm bei insgesamt 45 Einsätzen in zwei Jahren jedoch verwehrt.
Nach dem Abstieg von RWO wechselte er im Sommer 2011 zu Arminia Bielefeld. Am 2. Spieltag erzielte er sein erstes Tor für die Arminia, als er in der 85. Minute den 1:1-Ausgleichstreffer gegen den VfL Osnabrück markierte. Mit der Arminia gewann Schönfeld zweimal den Westfalenpokal und stieg 2013 in die 2. Bundesliga auf. Beim Ostwestfalen-Derby im August 2013 gegen den SC Paderborn 07 erzielte Schönfeld mit seinem ersten Tor in der 2. Bundesliga den 3:3-Endstand.
Am 28. Mai 2014 gab der FC Erzgebirge Aue auf seiner Webseite bekannt, dass Schönfeld einen Vertrag bis zum 30. Juni 2016 unterschrieb.
Nachdem Aue am Ende der Saison 2014/15 aus der zweiten Liga abgestiegen war, wechselte Schönfeld zur Spielzeit 2015/16 zu Eintracht Braunschweig. Mit Braunschweig scheiterte er in der Saison 2016/17 als Tabellendritter in der Relegation gegen den VfL Wolfsburg nur knapp am Aufstieg in die Bundesliga.
Im Sommer 2018 wechselte Schönfeld zum SV Wehen Wiesbaden. Am Ende der Drittligasaison 2018/19 stieg er mit Wehen in die 2. Bundesliga auf. Im folgenden Jahr beendete er seine Karriere.

### Baller-League
Nach dem Ende seiner aktiven Karriere lief Schönfeld mehrmals im Rahmen der neugegründeten Kleinfeldliga „Baller League“ für den Club Beton Berlin auf.

### Trainer-Karriere
Im Jahr 2022 übernahm Patrick Schönfeld zunächst die U12-Mannschaft des 1. FC Nürnberg. 2023 wechselte er dann zum FC Ingolstadt, wo er zunächst die C-Jugend trainierte, bevor er ab der Saison 2024/2025 zum Trainer der U21 des Vereins befördert wurde.

## Erfolge
Arminia Bielefeld
- Aufstieg in die 2. Bundesliga: 2013
- Westfalenpokalsieger 2012, 2013

SV Wehen Wiesbaden
- Aufstieg in die 2. Bundesliga: 2019